# Chionaema tripunctata
Chionaema tripunctata là một loài bướm đêm thuộc phân họ Arctiinae, họ Erebidae.